# Vlad Filat
Vladimir Filat (sinh ngày 6/5/1969) là một nhà chính trị Moldova, là thủ tướng Moldova từ ngày 25/9/2009. Vlad là con thứ hai của Maria và Vasile Filat, Vlad sinh ngày 6/5/1969 ở Lăpuşna, một xã ở Cộng hòa xã hội chủ nghĩa Moldova. Cùng với hai em gái (Ala và Valentina) và anh trai Ion, Vlad lớn lên ở một phần của Lăpuşna gọi là "Talcioc". Năm 1986, Vlad tốt nghiệp trung học ở quê mình. Giữa năm 1986-1987, ông làm ở một trạm radio trường cho đến khi nhập ngũ. Ông thực hiện nghĩa vụ quân sự bắt buộc trong quân đội Xô Viết (8/5/1987-15/8/1989) ở Simferopol và Sevastopol. 
Từ 1989 đến 1990, ông học tại trường Cao đẳng Hợp tác (Kooperativny technikum) Chişinău, tiếp tục học luật tại Đại học Iaşi (1990-1994). Khi còn là một sinh viên, ông là lãnh đạo của "Liên đoàn sinh viên từ Bessarabia ở Romania", một tổ chức được hình thành bởi các sinh viên Moldova tại România. Tại Iaşi, trong số các bạn học của ông có Alexandru Tănase. Trong khi ông là sinh viên tại Iaşi, ông gặp Sanda sau này là vợ vào mùa thu năm 1991, họ hẹn hò chỉ có ba tháng trước khi kết hôn.